# イラク・ディナール
ディナール（アラビア語: دينار, クルド語: دینار）は、イラクの通貨。ISO 4217の通貨コードはIQD。通貨の補助単位として1000分の1ディナールのフィルスがあるが、インフレーションの影響によりフィルスは現在使用されていない。

## 歴史
現在のイラクにあたる地域が第一次世界大戦中にイギリスの占有・統治国家となって以降、公用通貨はインド・ルピーであった。1931年、インド・ルピーに代わる新たな通貨としてディナールが1ディナール＝13⅓ルピーのレートで導入され、為替レートは1959年までUKポンドと1対1の等価でペッグされた。
それ以降はアメリカ合衆国ドルと1ディナール＝2.8ドルでペッグされたが、1971年から1973年にかけての実質的なドル切り下げには追従しなかったため1ディナールは3.3778ドルに上昇、のちに1ディナール＝3.2169ドルとする5パーセントの切り下げを行った。このレートは湾岸戦争時まで維持されたものの、1989年末において闇レートは公式レートの6分の1に近い価格、1ドルが1.86ディナールだったという報告がされている。
湾岸戦争終結後の1991年、経済制裁が加えられた結果それまで発注していたスイスの印刷技術が使用できなくなり、新たに粗悪な発行紙幣が造幣された。それまでスイスで製造されていた通貨は相当に上質な紙幣を造幣しており、スイスの印刷技術に由来してスイス・ディナール（イラク・スイス・ディナール）の名で知られクルディスタン地域で流通が続いていた。その一方で、新紙幣は政府による発行超過の状態に陥り、急速なディナール安をひきおこして1995年後半に1ドルが3000ディナールの価格にまで暴落していった。
2003年のイラク戦争によるサッダーム・フセインの失脚後、イラク統治評議会と復興人道支援室はマネーサプライを維持するため新通貨の導入が可能になるまでの暫定措置として戦前の紙幣を造幣していたが、2003年10月15日から2004年1月15日にかけて連合国暫定当局から「イラク全土で使用され、また国民の日常生活において使い勝手のよい単一統合通貨とするため」に新イラク・ディナールの硬貨と紙幣が発行された。このときスイス・ディナールをのぞく旧紙幣は等価で新紙幣に両替され、価値を保ち続けていたスイス・ディナールに対しては1スイス・ディナールが150新ディナールのレートで両替された。
この新紙幣導入後の価格は1ドルに対して4000ディナールだったところから一時は1000ディナールを割れるディナール高となった。それ以降は比較的落ち着いた値動きをたどり、2009年以降、イラク中央銀行は為替レートを1ドルに対して1170ディナールとしている。しかしながら、イラク・ディナールはいまだ国際為替レートに設定されておらず、国外銀行での両替も行われていない通貨である。

## イラク・ディナールの取引に関するトラブル
本通貨を｢米軍が撤退すれば貨幣価値はすぐに20～30倍になる｣と、業者が消費者に高額(2.5万円～10万円/25000イラクディナール紙幣1枚)でイラクディナールを購入させるケースや、すぐに高価(20万円～70万円/25000イラクディナール紙幣1枚)で買取るからとディナールを購入させ、その後換金に応じないなどのトラブルが日本において2010年3月以降急増した。このため国民生活センターは2010年6月24日、「イラク通貨（イラクディナール）の取引に要注意!」と注意喚起を公表した。標的は主に高齢者や過去に未公開株などの投資トラブルにあった消費者。勧誘する会社や不適切なレートでの電話勧誘による悪徳商法が日本国内で見受けられ、2010年5月末現在の為替レートは25000イラクディナール (IQD) = 1947.3695 日本円 (JPY)という相場からしても業者側が暴利を得ていることは明らかであるとし、勧誘に応じないよう呼びかけている。

2010年10月には、「貨幣価値が向上する」などと偽って、イラク・ディナールの高値(5万円～10万円/25000イラクディナール紙幣)での購入を持ち掛けて売り付けようとしたとして、京都府警が男3人を詐欺容疑で逮捕している。

## 硬貨
ディナール導入後は1931年と1932年に1、2、4、10、20、50、200フィルス硬貨が発行され、200フィルスは1リアルとして知られていた。20、50、200フィルス硬貨は銀を用いて鋳造されており、のちの1953年には100フィルス銀貨が導入された。
イラク共和国成立後は1、5、10、25、50、100フィルス硬貨の新シリーズが導入され、25、50、100フィルス硬貨が1969年まで銀を用いて鋳造された。1970年に250フィルス硬貨、1982年には500フィルス硬貨と1ディナール硬貨が導入された。しかし、1990年を最後に全ての硬貨の鋳造を停止した。
2004年に25、100新ディナール硬貨が導入された。詳細は以下のとおり。
| 2004年硬貨    | 2004年硬貨 | 2004年硬貨 | 2004年硬貨           | 2004年硬貨                          | 2004年硬貨       |
| 額面          | 寸法       | 重量       | 構成                 | 表                                  | 裏               |
| ------------- | ---------- | ---------- | -------------------- | ----------------------------------- | ---------------- |
| 25ディナール  | 17.5mm     | 2.0g       | 銅メッキの鉄鋼       | イラク中央銀行、25ディナールの刻銘  | イラクの概略地図 |
| 100ディナール | 22.0mm     | 4.3g       | ニッケルメッキの鉄鋼 | イラク中央銀行、100ディナールの刻銘 | イラクの概略地図 |

## 紙幣
1931年、イギリスで製造された¼、½、1、5、10、100ディナール紙幣が政府によって発行された。1931年から1947年は政府によって選定されたイラク通貨委員会から発行されており、紙幣はUKポンドに兌換ができた。1947年から発行体がイラク通貨委員会からイラク国立銀行へと替わり、1954年からはイラク中央銀行がそれを引き継いでいる。100ディナール紙幣は1940年代に造幣をいったん停止してから1978年になって再発行され、同時に25ディナール紙幣が新たに導入された。その後は1991年に50ディナールと100ディナール紙幣、1995年に250ディナール紙幣、2002年に10,000ディナール紙幣が導入された。

### 1990 - 2002年紙幣
1986年に発行された25ディナール紙幣、また1990年から2003年10月のあいだに発行された紙幣にはサッダーム・フセイン前共和国大統領の肖像が描かれている。1991年の湾岸戦争以降、イラクの紙幣は地方部や中華人民共和国で製造され、原料は木綿やリンネルでなく低級なパルプ紙を使い粗悪なリトグラフによって造幣された。一部には原料に用いられたと思われる古新聞の形跡が残ったまま印刷された紙幣もあり、さらには本物の紙幣より上質な偽札が出回ることも頻繁にあった。
また急落するディナールをよそに、しばらくのあいだ250ディナールが最高額紙幣として使用されていたが、2002年になって巨額取引、インターバンク取引での使用を想定した10,000ディナール紙幣がイラク中央銀行から発行された。しかし一般市中においては偽札のおそれや略奪行為の元となる紙幣と広く認識されていたため、日常生活で使うには大量の250ディナール紙幣を持ち運ぶことが強いられた。そのほかの小額紙幣は大部分が価値を失い、使われることはほとんどなくなっていき、これらによりたった1種の紙幣、250ディナール紙幣のみが広く流通するという状況を生んだ。
| 1990 - 2002年紙幣 | 1990 - 2002年紙幣 | 1990 - 2002年紙幣       | 1990 - 2002年紙幣 | 1990 - 2002年紙幣            | 1990 - 2002年紙幣        |
| 画像              | 画像              | 額面                    | 主色              | 図柄                         | 図柄                     |
| 表                | 裏                | 額面                    | 主色              | 表                           | 裏                       |
| ----------------- | ----------------- | ----------------------- | ----------------- | ---------------------------- | ------------------------ |
|                   |                   | 1/4ディナール           | 緑                | ヤシの木                     | 建築物                   |
|                   |                   | 1/2ディナール           | 菫色              | アストロラーベ               | マルウィヤ・ミナレット   |
|                   |                   | 1ディナール             | ピンク / 緑       | 硬貨                         | ムスタンシリーヤ大学     |
|                   |                   | 5ディナール             | 赤                | サッダーム・フセイン         | 戦士らの霊廟             |
|                   |                   | 10ディナール            | 青みがかった緑    | サッダーム・フセイン         | 人頭有翼牡牛像           |
|                   |                   | 25ディナール（1990年）  | 緑                | 馬                           | 建造物                   |
|                   |                   | 25ディナール            | 茶色がかった緑    | サッダーム・フセインと騎馬隊 |                          |
|                   |                   | 25ディナール（2002年）  | 緑                | サッダーム・フセイン         | イシュタル門             |
|                   |                   | 50ディナール（1991年）  | ピンク / 緑       | サッダーム・フセイン         | マルウィヤ・ミナレット   |
|                   |                   | 50ディナール（1994年）  | 茶色 / 青         | サッダーム・フセイン         | サッダーム橋             |
|                   |                   | 100ディナール（1991年） | 緑 / 紫           | サッダーム・フセイン         | 剣                       |
|                   |                   | 100ディナール（1994年） | 青                | サッダーム・フセイン         | バグダード時計塔         |
|                   |                   | 100ディナール（2002年） | 青                | サッダーム・フセイン         | 古民家                   |
|                   |                   | 250ディナール           | 菫色              | サッダーム・フセイン         | 自由の像の小壁           |
|                   |                   | 250ディナール           | 菫色              | サッダーム・フセイン         | 岩のドーム               |
|                   |                   | 10,000ディナール        | ピンク / 菫色     | サッダーム・フセイン         | アラビアのアストロラーベ |

### 2003年紙幣
2003年に50、250、1000、5000、10,000、25,000ディナールの6種からなる新紙幣が発行され、翌年の2004年10月には500ディナール紙幣が発行された。これらのデザインは1970年代、1980年代にイラク中央銀行から発行された紙幣のそれに類似している。製造はイギリスのデ・ラ・ルーが手がけ、偽造対策には最新の技術がほどこされている。
| 2003年紙幣 | 2003年紙幣 | 2003年紙幣       | 2003年紙幣     | 2003年紙幣                   | 2003年紙幣                           |
| 画像       | 画像       | 額面             | 主色           | 図柄                         | 図柄                                 |
| 表         | 裏         | 額面             | 主色           | 表                           | 裏                                   |
| ---------- | ---------- | ---------------- | -------------- | ---------------------------- | ------------------------------------ |
|            |            | 50ディナール     | 紫             | バスラの穀物サイロ           | ナツメヤシ                           |
|            |            | 250ディナール    | 青             | アストロラーベ               | サーマッラーのマルウィヤ・ミナレット |
|            |            | 500ディナール    | 青みがかった緑 | ザブ川のドゥカンダム         | アッシリアの人頭有翼牡牛像           |
|            |            | 1000ディナール   | 茶色           | ディナール金貨               | バグダードのムスタンシリーヤ大学     |
|            |            | 5000ディナール   | ダークブルー   | アリー・ベグ・ガリとその滝   | ウカイディール宮殿                   |
|            |            | 10,000ディナール | 緑             | イブン・アル＝ハイサム       | モースルのハドバ・ミナレット         |
|            |            | 25,000ディナール | 赤             | 小麦を束ね抱えるクルド人農婦 | ハンムラビ王の彫像                   |